# Spielvereinigung Unterhaching 2000-2001
Questa voce raccoglie le informazioni riguardanti la Spielvereinigung Unterhaching nelle competizioni ufficiali della stagione 2000-2001.

## Stagione
Nella stagione 2000-2001 l'Unterhaching, allenato da Lorenz-Günther Köstner, concluse il campionato di Bundesliga al 16º posto e fu retrocesso in 2. Bundesliga. In Coppa di Germania l'Unterhaching fu eliminato al secondo turno dal Monaco 1860.

## Rosa
| N. |                     | Ruolo | Calciatore          |
| -- | ------------------- | ----- | ------------------- |
| 1  | Germania (bandiera) | P     | Jürgen Wittmann     |
| 2  | Germania (bandiera) | D     | Alexander Strehmel  |
| 3  | Germania (bandiera) | C     | Oliver Straube      |
| 4  | Germania (bandiera) | D     | Ralf Bucher         |
| 5  | Germania (bandiera) | C     | Matthias Zimmermann |
| 6  | Germania (bandiera) | D     | Jörg Bergen         |
| 7  | Germania (bandiera) | C     | Dirk Hofmann        |
| 8  | Germania (bandiera) | C     | Peter Zeiler        |
| 9  | Albania (bandiera)  | A     | Altin Rraklli       |
| 10 | Germania (bandiera) | C     | Markus Oberleitner  |
| 11 | Germania (bandiera) | D     | Alexander Bugera    |
| 12 | Germania (bandiera) | C     | Danny Schwarz       |
| 13 | Slovenia (bandiera) | C     | Đoni Novak          |
| 14 | Spagna (bandiera)   | A     | Alfonso García      |
| 15 | Marocco (bandiera)  | A     | Abdelaziz Ahanfouf  |
| 16 | Polonia (bandiera)  | A     | Mirosław Spizak     |
| 17 | Germania (bandiera) | D     | Jan Seifert         |

| N. |                      | Ruolo | Calciatore          |
| -- | -------------------- | ----- | ------------------- |
| 18 | Germania (bandiera)  | C     | Ludwig Kögl         |
| 19 | Germania (bandiera)  | C     | Marco Haber         |
| 20 | Germania (bandiera)  | D     | Dennis Grassow      |
| 21 | Germania (bandiera)  | D     | Björn Hertl         |
| 22 | Germania (bandiera)  | C     | Dietmar Hirsch      |
| 23 | Australia (bandiera) | A     | David Zdrilić       |
| 24 | Spagna (bandiera)    | C     | Francisco Copado    |
| 25 | Rep. Ceca (bandiera) | C     | Martin Čížek        |
| 26 | Germania (bandiera)  | A     | André Breitenreiter |
| 27 | Germania (bandiera)  | P     | Peter Sirch         |
| 28 | Germania (bandiera)  | P     | Gerhard Tremmel     |
| 29 | Germania (bandiera)  | C     | Thomas Broich       |
| 30 | Germania (bandiera)  | P     | Guido Koltermann    |
| 32 | Germania (bandiera)  | D     | Hendrik Herzog      |
| 32 | Austria (bandiera)   | C     | Stefan Egger        |
| 33 | Germania (bandiera)  | D     | Tobias Iseli        |
| 34 | Germania (bandiera)  | A     | Thomas Glas         |

## Organigramma societario
Area tecnica
- Allenatore: Lorenz-Günther Köstner
- Allenatore in seconda: Harry Deutinger
- Preparatore dei portieri:
- Preparatori atletici: Werner Leuthard

## Calciomercato

### Sessione estiva
| Acquisti | Acquisti         | Acquisti                | Acquisti |
| R.       | Nome             | da                      | Modalità |
| -------- | ---------------- | ----------------------- | -------- |
| C        | Đoni Novak       | Sedan                   |          |
| C        | Thomas Broich    | Unterhaching (juniores) |          |
| D        | Alexander Bugera | Duisburg                |          |
| C        | Francisco Copado | TeBe Berlino            |          |
| D        | Hendrik Herzog   | Hertha Berlino          |          |
| C        | Dietmar Hirsch   | Duisburg                |          |
| P        | Guido Koltermann | Wolfsburg               |          |
| A        | Mirosław Spizak  | Bayer Leverkusen        |          |
| A        | David Zdrilić    | Ulma                    |          |

| Cessioni | Cessioni        | Cessioni          | Cessioni |
| R.       | Nome            | a                 | Modalità |
| -------- | --------------- | ----------------- | -------- |
| D        | Stefan Frühbeis | Wacker Burghausen |          |
| C        | Alberto Méndez  | Arsenal           |          |
| D        | Ulrich Pflug    | Jahn Ratisbona    |          |
| C        | Jochen Seitz    | Stoccarda         |          |
| A        | Mark Zimmermann | Kickers Stoccarda |          |

### Sessione invernale
| Acquisti | Acquisti           | Acquisti      | Acquisti |
| R.       | Nome               | da            | Modalità |
| -------- | ------------------ | ------------- | -------- |
| A        | Abdelaziz Ahanfouf | Hansa Rostock |          |
| C        | Martin Čížek       | Monaco 1860   |          |

| Cessioni | Cessioni | Cessioni | Cessioni |
| R.       | Nome     | a        | Modalità |
| -------- | -------- | -------- | -------- |

## Risultati

### Bundesliga

#### Girone di andata
| Arbitro: | Strampe |

|                                       |           |  |
| Kracht 29’ Ćirić 49’ Heldt 79’ (rig.) | Marcatori |  |

| Arbitro: | Wagner |

|             |           |                         |
| Rraklli 44’ | Marcatori | 55’ (rig.) K'obiashvili |

| Arbitro: | Zerr |

|             |           |  |
| Ballack 23’ | Marcatori |  |

| Unterhaching 8 settembre 2000, ore 20:15 CEST 4ª giornata | Unterhaching | 0 – 0 referto | Kaiserslautern | Stadion am Sportpark (13 000 spett.)\| Arbitro: \| Krug \| |
| Arbitro:                                                  | Krug         |               |                |                                                            |

| Arbitro: | Jansen |

|                                         |           |             |
| Élber 37’ Scholl 70’ (rig.) Jancker 83’ | Marcatori | 21’ Schwarz |

| Arbitro: | Weiner |

|                                                            |           |                                 |
| Breitenreiter 34’ (rig.), 45’, 48’ Rraklli 50’ Straube 84’ | Marcatori | 22’ Beinlich 88’ (aut.) Seifert |

| Arbitro: | Kemmling |

|                            |           |  |
| Marić 50’, 88’ Peschel 69’ | Marcatori |  |

| Arbitro: | Steinborn |

|  |           |                                          |
|  | Marcatori | 39’ Kühbauer 54’ Juskowiak 63’ Akpoborie |

| Arbitro: | Fandel |

|                              |           |                       |
| Seitz 27’ Balăkov 86’ (rig.) | Marcatori | 8’ Rraklli 33’ Spizak |

| Arbitro: | Meyer |

|                        |           |            |
| Straube 87’ Spizak 90’ | Marcatori | 11’ Kientz |

| Unterhaching 5 novembre 2000, ore 17:30 CET 11ª giornata | Unterhaching | 0 – 0 referto | Colonia | Stadion am Sportpark (9 500 spett.)\| Arbitro: \| Heynemann \| |
| Arbitro:                                                 | Heynemann    |               |         |                                                                |

| Arbitro: | Merk |

|                                 |           |                              |
| Herzog 75’ (aut.) Rydlewicz 81’ | Marcatori | 45’ Herzog 89’ Breitenreiter |

| Arbitro: | Gagelmann |

|                                  |           |                 |
| Breitenreiter 6’ Oberleitner 42’ | Marcatori | 55’ Bittencourt |

| Arbitro: | Meyer |

|  |           |                             |
|  | Marcatori | 19’ Zdrilić 85’ Oberleitner |

| Arbitro: | Weiner |

|                                |           |  |
| Stević 15’ Bobic 30’ Reina 40’ | Marcatori |  |

| Arbitro: | Fröhlich |

|  |           |                            |
|  | Marcatori | 26’ Sand 60’ van Hoogdalem |

| Arbitro: | Kemmling |

|                              |           |  |
| Hirsch 19’ Breitenreiter 86’ | Marcatori |  |

#### Girone di ritorno
| Unterhaching 20 dicembre 2000, ore 18:15 CET 15ª giornata | Unterhaching | 0 – 0 referto | Werder Brema | Stadion am Sportpark (8 500 spett.)\| Arbitro: \| Strampe \| |
| Arbitro:                                                  | Strampe      |               |              |                                                              |

| Arbitro: | Merk |

|                             |           |  |
| Herzog 35’ (aut.) Zeyer 54’ | Marcatori |  |

| Arbitro: | Gagelmann |

|             |           |                          |
| Straube 32’ | Marcatori | 27’ Kirsten 53’ Neuville |

| Arbitro: | Aust |

|                                     |           |  |
| Koch 7’ Strasser 18’, 79’ Klose 22’ | Marcatori |  |

| Arbitro: | Wagner |

|            |           |  |
| Spizak 57’ | Marcatori |  |

| Arbitro: | Meyer |

|                               |           |                  |
| Straube 37’ Breitenreiter 84’ | Marcatori | 27’ Christiansen |

| Arbitro: | Strampe |

|                          |           |                |
| Dárdai 55’ van Burik 68’ | Marcatori | 52’ Zimmermann |

| Arbitro: | Heynemann |

|                                                                               |           |             |
| Kühbauer 11’ Schnoor 39’ Rische 47’ Marić 70’ Munteanu 79’ Akonnor 87’ (rig.) | Marcatori | 18’ Seifert |

| Unterhaching 18 marzo 2001, ore 17:30 CET 26ª giornata | Unterhaching | 0 – 0 referto | Stoccarda | Stadion am Sportpark (12 000 spett.)\| Arbitro: \| Fröhlich \| |
| Arbitro:                                               | Fröhlich     |               |           |                                                                |

| Arbitro: | Krug |

|              |           |             |
| Barbarez 76’ | Marcatori | 79’ Seifert |

| Arbitro: | Berg |

|          |           |                 |
| Timm 11’ | Marcatori | 46’ Oberleitner |

| Arbitro: | Steinborn |

|              |           |           |
| Ahanfouf 53’ | Marcatori | 75’ Majak |

| Arbitro: | Merk |

|                 |           |  |
| Bittencourt 57’ | Marcatori |  |

| Arbitro: | Aust |

|                                    |           |                     |
| Strehmel 5’ Rraklli 34’ Spizak 89’ | Marcatori | 40’ Häßler 63’ Týce |

| Brema 6 maggio 2001, ore 17:30 CEST 32ª giornata | Werder Brema | 0 – 0 referto | Unterhaching | Weserstadion (29 810 spett.)\| Arbitro: \| Fröhlich \| |
| Arbitro:                                         | Fröhlich     |               |              |                                                        |

| Arbitro: | Steinborn |

|              |           |                                  |
| Strehmel 66’ | Marcatori | 4’, 58’ Addo 74’ Ricken 90’ Dedê |

| Arbitro: | Strampe |

|                                                        |           |                                         |
| Van Kerckhoven 44’ Asamoah 45’ Böhme 73’, 74’ Sand 89’ | Marcatori | 3’ Breitenreiter 27’ Spizak 70’ Seifert |

### Coppa di Germania
| Arbitro: | Koop |

|  |           |                                                           |
|  | Marcatori | 19’ Rraklli 21’, 66’ Straube 64’ Hirsch 81’ Breitenreiter |

| Arbitro: | Berg |

|            |           |                           |
| García 41’ | Marcatori | 90’ Beierle 120’ Agostino |

## Statistiche

### Statistiche di squadra
| Competizione      | Punti | In casa | In casa | In casa | In casa | In casa | In casa | In trasferta | In trasferta | In trasferta | In trasferta | In trasferta | In trasferta | Totale | Totale | Totale | Totale | Totale | Totale | DR  |
| Competizione      | Punti | G       | V       | N       | P       | Gf      | Gs      | G            | V            | N            | P            | Gf           | Gs           | G      | V      | N      | P      | Gf     | Gs     | DR  |
| ----------------- | ----- | ------- | ------- | ------- | ------- | ------- | ------- | ------------ | ------------ | ------------ | ------------ | ------------ | ------------ | ------ | ------ | ------ | ------ | ------ | ------ | --- |
| Bundesliga        | 35    | 17      | 7       | 6       | 4       | 21      | 20      | 17           | 1            | 5            | 11           | 14           | 39           | 34     | 8      | 11     | 15     | 35     | 59     | -24 |
| Coppa di Germania | -     | 1       | 0       | 0       | 1       | 1       | 2       | 1            | 1            | 0            | 0            | 5            | 0            | 2      | 1      | 0      | 1      | 6      | 2      | +4  |
| Totale            | 35    | 18      | 7       | 6       | 5       | 22      | 22      | 18           | 2            | 5            | 11           | 19           | 39           | 36     | 9      | 11     | 16     | 41     | 61     | -20 |

### Andamento in campionato
| Giornata  | 1  | 2  | 3  | 4  | 5  | 6  | 7  | 8  | 9  | 10 | 11 | 12 | 13 | 14 | 15 | 16 | 17 | 18 | 19 | 20 | 21 | 22 | 23 | 24 | 25 | 26 | 27 | 28 | 29 | 30 | 31 | 32 | 33 | 34 |
| --------- | -- | -- | -- | -- | -- | -- | -- | -- | -- | -- | -- | -- | -- | -- | -- | -- | -- | -- | -- | -- | -- | -- | -- | -- | -- | -- | -- | -- | -- | -- | -- | -- | -- | -- |
| Luogo     | T  | C  | T  | C  | T  | C  | T  | C  | T  | C  | C  | T  | C  | T  | T  | C  | C  | C  | T  | C  | T  | C  | C  | T  | T  | C  | T  | T  | C  | T  | C  | T  | C  | T  |
| Risultato | P  | N  | P  | N  | P  | V  | P  | P  | N  | V  | N  | N  | V  | V  | P  | P  | V  | N  | P  | P  | P  | V  | V  | P  | P  | N  | N  | N  | N  | P  | V  | N  | P  | P  |
| Posizione | 17 | 14 | 16 | 17 | 18 | 17 | 17 | 18 | 18 | 18 | 18 | 17 | 16 | 13 | 12 | 13 | 15 | 13 | 13 | 16 | 17 | 15 | 16 | 14 | 15 | 16 | 16 | 15 | 15 | 16 | 15 | 15 | 16 | 16 |

Legenda:

Luogo: C = Casa; T = Trasferta. Risultato: V = Vittoria; N = Pareggio; P = Sconfitta.

### Statistiche dei giocatori
| Giocatore        | Bundesliga | Bundesliga | Bundesliga  | Bundesliga | Coppa di Germania | Coppa di Germania | Coppa di Germania | Coppa di Germania | Totale   | Totale | Totale      | Totale     |
| Giocatore        | Presenze   | Reti       | Ammonizioni | Espulsioni | Presenze          | Reti              | Ammonizioni       | Espulsioni        | Presenze | Reti   | Ammonizioni | Espulsioni |
| ---------------- | ---------- | ---------- | ----------- | ---------- | ----------------- | ----------------- | ----------------- | ----------------- | -------- | ------ | ----------- | ---------- |
| A. Ahanfouf      | 10         | 1          | 4           | 0          | 0                 | 0                 | 0                 | 0                 | 10       | 1      | 4           | 0          |
| J. Bergen        | 5          | 0          | 0           | 0          | 1                 | 0                 | 0                 | 0                 | 6        | 0      | 0           | 0          |
| A. Breitenreiter | 30         | 8          | 3           | 0          | 1                 | 1                 | 0                 | 0                 | 31       | 9      | 3           | 0          |
| T. Broich        | 0          | 0          | 0           | 0          | 0                 | 0                 | 0                 | 0                 | 0        | 0      | 0           | 0          |
| R. Bucher        | 7          | 0          | 1           | 0          | 1                 | 0                 | 0                 | 0                 | 8        | 0      | 1           | 0          |
| A. Bugera        | 7          | 0          | 1           | 0          | 0                 | 0                 | 0                 | 0                 | 7        | 0      | 1           | 0          |
| F. Copado        | 5          | 0          | 0           | 0          | 0                 | 0                 | 0                 | 0                 | 5        | 0      | 0           | 0          |
| S. Egger         | 0          | 0          | 0           | 0          | 0                 | 0                 | 0                 | 0                 | 0        | 0      | 0           | 0          |
| A. García        | 7          | 0          | 0           | 0          | 2                 | 1                 | 0                 | 0                 | 9        | 1      | 0           | 0          |
| T. Glas          | 0          | 0          | 0           | 0          | 0                 | 0                 | 0                 | 0                 | 0        | 0      | 0           | 0          |
| D. Grassow       | 18         | 0          | 5           | 1          | 0                 | 0                 | 0                 | 0                 | 18       | 0      | 5           | 1          |
| M. Haber         | 29         | 0          | 3           | 1          | 1                 | 0                 | 0                 | 0                 | 30       | 0      | 3           | 1          |
| B. Hertl         | 2          | 0          | 0           | 0          | 0                 | 0                 | 0                 | 0                 | 2        | 0      | 0           | 0          |
| H. Herzog        | 18         | 1          | 5           | 1          | 1                 | 0                 | 0                 | 0                 | 19       | 1      | 5           | 1          |
| D. Hirsch        | 22         | 1          | 3           | 0          | 2                 | 1                 | 0                 | 0                 | 24       | 2      | 3           | 0          |
| D. Hofmann       | 0          | 0          | 0           | 0          | 0                 | 0                 | 0                 | 0                 | 0        | 0      | 0           | 0          |
| T. Iseli         | 0          | 0          | 0           | 0          | 0                 | 0                 | 0                 | 0                 | 0        | 0      | 0           | 0          |
| G. Koltermann    | 0          | 0          | 0           | 0          | 0                 | 0                 | 0                 | 0                 | 0        | 0      | 0           | 0          |
| L. Kögl          | 5          | 0          | 0           | 0          | 1                 | 0                 | 0                 | 0                 | 6        | 0      | 0           | 0          |
| D. Novak         | 9          | 0          | 1           | 0          | 0                 | 0                 | 0                 | 0                 | 9        | 0      | 1           | 0          |
| M. Oberleitner   | 30         | 3          | 1           | 0          | 2                 | 0                 | 0                 | 0                 | 32       | 3      | 1           | 0          |
| A. Rraklli       | 30         | 4          | 3           | 0          | 2                 | 1                 | 0                 | 0                 | 32       | 5      | 3           | 0          |
| D. Schwarz       | 34         | 1          | 2           | 0          | 2                 | 0                 | 0                 | 0                 | 36       | 1      | 2           | 0          |
| J. Seifert       | 29         | 3          | 2           | 0          | 2                 | 0                 | 0                 | 0                 | 31       | 3      | 2           | 0          |
| P. Sirch         | 0          | 0          | 0           | 0          | 0                 | 0                 | 0                 | 0                 | 0        | 0      | 0           | 0          |
| M. Spizak        | 23         | 5          | 3           | 1          | 1                 | 0                 | 0                 | 0                 | 24       | 5      | 3           | 1          |
| O. Straube       | 26         | 4          | 4           | 0          | 2                 | 2                 | 0                 | 0                 | 28       | 6      | 4           | 0          |
| A. Strehmel      | 32         | 2          | 3           | 0          | 2                 | 0                 | 1                 | 0                 | 34       | 2      | 4           | 0          |
| G. Tremmel       | 32         | 0          | 0           | 0          | 1                 | 0                 | 0                 | 0                 | 33       | 0      | 0           | 0          |
| J. Wittmann      | 2          | 0          | 0           | 0          | 1                 | 0                 | 0                 | 0                 | 3        | 0      | 0           | 0          |
| D. Zdrilić       | 16         | 1          | 2           | 0          | 0                 | 0                 | 0                 | 0                 | 16       | 1      | 2           | 0          |
| P. Zeiler        | 0          | 0          | 0           | 0          | 1                 | 0                 | 0                 | 0                 | 1        | 0      | 0           | 0          |
| M. Zimmermann    | 32         | 1          | 1           | 0          | 2                 | 0                 | 0                 | 0                 | 34       | 1      | 1           | 0          |
| M. Čížek         | 14         | 0          | 0           | 0          | 0                 | 0                 | 0                 | 0                 | 14       | 0      | 0           | 0          |